# سام بارنز (بازیکن فوتبال)
سام بارنز (انگلیسی: Sam Barnes؛ زادهٔ ۱۶ اکتبر ۱۹۹۱) بازیکن فوتبال اهل بریتانیا است.
از باشگاه‌هایی که در آن بازی کرده‌است می‌توان به باشگاه فوتبال گلوسوپ نورث اند، باشگاه فوتبال نورتویچ ویکتوریا، باشگاه فوتبال استوک‌پورت کانتی، و باشگاه فوتبال مارین اشاره کرد.